# Enrique Peñalosa
Pour les articles homonymes, voir Peñalosa.
Enrique Peñalosa est un économiste et homme politique colombien, né le 30 septembre 1954 à Washington (États-Unis).
Membre actif du Parti Vert Colombien, il est maire de Bogota de 1998 à 2001, puis réélu le 25 octobre 2015 pour un mandat de quatre ans.

## Biographie
De son nom complet Enrique Peñalosa Londoño, il naît le 30 septembre 1954, à Washington D.C. (États-Unis). Son père a été ministre de l'Agriculture et diplomate à l'ONU. 
Il a travaillé comme journaliste et consultant sur la politique urbaine et le transport. En 2009, il a été élu président du conseil d'administration de l’Institut pour la politique des transports et le développement (ITDP), une organisation non gouvernementale basée à New York. Peñalosa a démissionné du conseil de l'IDTP en 2015 lors de son élection. 

## Controverse
En avril 2016, le journal El Espectador révèle qu'Enrique Peñalosa n'a jamais étudié à l’Université Paris II. Ce dernier avait en effet déclaré durant les 35 dernières années, dans la presse et dans certains de ses livres, qu'il avait obtenu un DESS en administration publique de cette université. Après enquête du journal, il s'avère cependant que l'université Paris II ne propose pas ce genre de diplôme en administration publique, et qu'Enrique Peñalosa a seulement été auditeur d'une autre école française, l’Institut international d'administration publique (ayant fusionné avec l'ENA en 2002),,.
Il est mis en cause par Miguel Nule, un ancien entrepreneur corrompu, lors des aveux de celui-ci. D'après lui, Enrique Peñalosa et plusieurs autres dirigeants politiques et hommes d'affaires colombiens ont perçu des pots-de-vin de la multinationale brésilienne Odebrecht pour financer leurs campagnes électorales.